# Céline Jan-Jouault

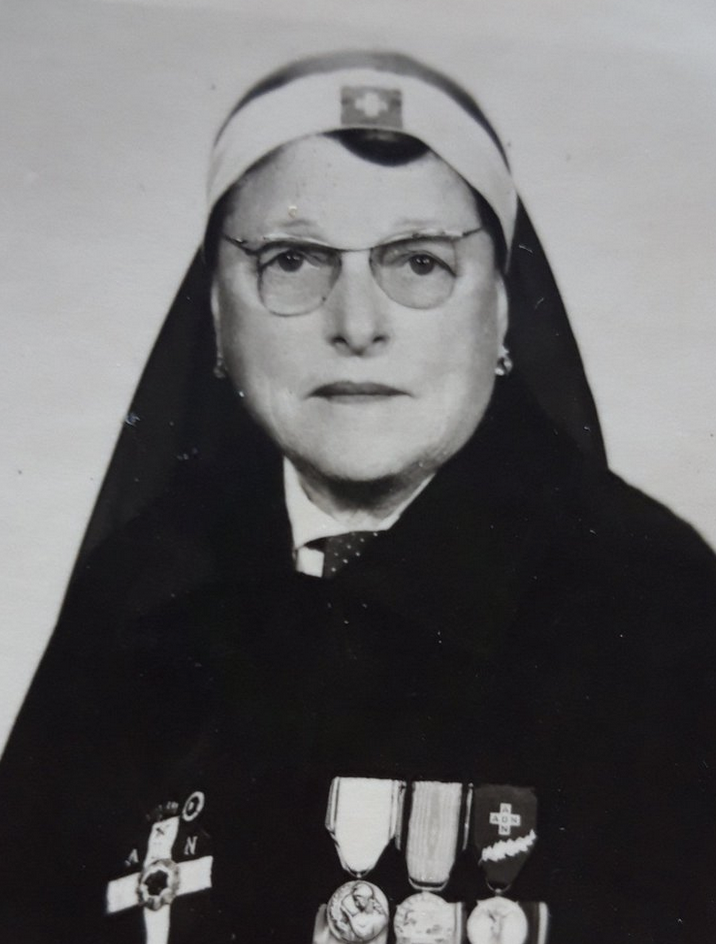
Céline Jan-Jouault

Céline Jan-Jouault, née le 23 février 1890 à Rennes et morte le 26 février 1967 dans la même ville, est une résistante qui a organisé sous l'Occupation une filière d’évasion des prisonniers de guerre.
Assistante du Devoir national, elle a également créé un service de ravitaillement et de secours aux prisonniers.

## Biographie

### Vie personnelle
Céline Marie Josephine Jouault naît en 1890 à Rennes. Mariée en 1917 au rédacteur en chef du quotidien Ouest-Éclair Henri Jan, Céline Jan-Jouault tient avant la guerre un commerce de chapeaux à Rennes.

### Parcours dans la résistance

#### Activité à la déclaration de guerre
Dès septembre 1939, Céline Jan-Jouault, assure le service de la cantine de la Croix-Rouge à la gare de Rennes. À l'arrivée des premiers réfugiés, elle se met à la disposition du service médical d'urgence de la gare et accueille les blessés. En février 1940, elle s'engage à la mairie de Rennes pour la Défense passive, comme assistante du Devoir national. Ce groupement de bénévoles, émanation de l'Association des veuves d'officiers, a été créé en 1931 par Julie Bienvenüe, épouse du maréchal Foch. Son activité s'exerce « dans les domaines militaire et civil, pour soulager les détresses physiques et morales, soigner les blessés, assister les malades, visiter les hôpitaux, etc. »
Céline Jan-Jouault organise des quêtes et visite les marchés et les commerçants et paysans locaux pour obtenir du ravitaillement au profit des prisonniers de guerre internés dans les quatre camps situés à Rennes. À partir de 1941, les Allemands regroupent à Rennes des prisonniers originaires des colonies : Algériens, Marocains, Annamites, tirailleurs sénégalais. Leur nombre est évalué entre 6 000 et 12 000 selon les sources,. Ils ont été renvoyés en France car leur présence n’est pas souhaitée sur le sol allemand du fait de l'idéologie raciste du système nazi.

#### Organisation d'une filière d'évasion
Ces prisonniers sont obligés de travailler dans les fermes et les communes environnantes. Certains d'entre eux cherchent à s'évader. C'est ainsi que Céline Jan-Jouault est amenée à les héberger à son domicile, puis à leur confectionner de faux papiers et les conduire à la gare où ils embarquent vers Paris avec la connivence d'employés de la SNCF. En cas de contrôle, elle explique qu'il s’agit de réformés qui vont être hospitalisés à Paris.
Sans appartenir à un réseau structuré, elle dispose de complicités dans les camps, en ville et au sein du quotidien Ouest-Éclair. Elle fait ainsi évader plusieurs dizaines de prisonniers via des centres d'accueil clandestins à Paris. En 1943, Céline Jan-Jouault est inquiétée, interrogée à la Kommandantur et mise sous surveillance, mais échappe à l'arrestation.

## Distinctions
Après la guerre, elle est honorée de plusieurs décorations, dont la médaille de la Reconnaissance française décernée par Jules Moch.

## Postérité
Une voie à Rennes porte son nom depuis 2022, et la ville de Rennes lui a consacré à cette occasion une page sur WikiRennes.